# Дороті Арнольд
Дороті Гаррієт Камілла Арнольд (англ. Dorothy Harriet Camille Arnold; 1 липня 1884, Нью-Йорк, США — пропала безвісти 12 грудня 1910, там же) — американська світська особа і спадкоємиця парфумерної компанії.
Зникнення Дороті Арнольд викликало безліч суперечок і чуток в американському суспільстві та стало одним із найбільш таємничих в історії США.

## Ранні роки
Дороті Арнольд народилася 1 липня 1884 року в Нью-Йорку, у американській заможній родині. Її батько — Френсіс Арнольд — був багатим підприємцем, головою компанії-імпортера парфумерної продукції «F. R. Arnold & Co», а дядько по материнській лінії — Руфус Вілер Пекхем — відомим юристом, членом Верховного суду США. Як стверджував сам Френсіс Арнольд, його предки належали до групи переселенців з англійської барки «Мейфлавер», який у 1620 році перетнув Атлантичний океан і причалив до берегів Північної Америки. До моменту інциденту, що стався з Дороті, її батькові було 73 роки.
У 1905 році Дороті закінчила престижний жіночий університет Брін Мар. Вона володіла кількома іноземними мовами і збиралася стати письменницею. До грудня 1910 року Арнольд написала кілька творів, останнім з яких було оповідання «Листя лотоса». За життям молодої дівчини пильно стежили журналісти. Як зазначала преса, Арнольд перебувала «на вершині своєї молодості, багатства, була особливо популярна, перспективна і зовні абсолютно щаслива».
На момент події Дороті Арнольд жила у домі на 79-й Східній вулиці Мангеттена з батьками, старшим братом Джоном (нар. 1883), молодшою сестрою Марджорі (нар. 1892) та братом Гінклі, на кілька років молодшим за неї.

## Зникнення

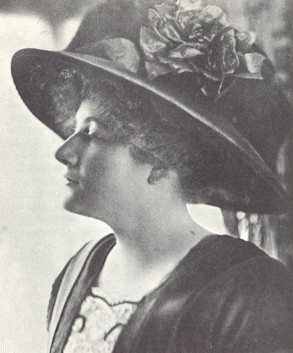
Дороті Арнольд. Фотографія 1910 року

### Вихід з дому
Об 11 годині ранку 12 грудня 1910 року Дороті Арнольд вийшла зі своєї кімнати, що знаходилася на другому поверсі будинку Арнольдів, і спустилася по сходах униз. Тут, в головному залі, її зустріла мати, якій Дороті повідомила, що вирушає за покупкою сукні для майбутньої вечірки-чаювання з її сестрою Марджорі. Сама вечірка була призначена на 17 грудня.
Перед відходом доньки мати Арнольд запропонувала скласти дівчині компанію, але Дороті ввічливо відмовилася. Втім, це було не дивно, враховуючи те, що її мати була тяжко хвора і рідко покидала будинок. Згодом пані Арнольд згадувала, що у відповідь на пропозицію піти з нею дочка сказала: «Ні, мамо, не турбуйтеся. Ви відчуваєте себе недостатньо добре, а я не відчуваю ніякої потреби у пошуках неприємностей. Я не бачу в цьому бажання, але, якщо щось задумаю, я вам подзвоню».
Йдучи, Дороті не брала з собою ніякого багажу, а грошей у неї було лише 25 доларів готівкою, в той час як її щомісячна запомога, призначена батьком, становила 100 доларів. За день до цього вона зняла 36 доларів у банку, щоб приєднатися до подруг, присутніх на ланчі.
Як констатувала поліція зі слів матері, в той ранок на Дороті був створений на замовлення синій саржевий костюм, довге синє пальто, лазуритові сережки і маленький чорний капелюшок із лініями на полях, декорований лазуритовою брошкою та двома штучними трояндами. Крім іншого, при ній була велика муфта.

### Перебування в місті
По дорозі на захід уздовж П'ятій авеню Дороті зустрілася з кількома знайомими. Згодом всі вони згадували, що Арнольд перебувала в прекрасному настрої і прямувала у бік кондитерського магазину «Парк та Тілфорд» на розі П'ятої авеню і 27-ї вулиці. Продавчиня з «Парк та Тілфорд», у якій Дороті придбала коробку шоколадних цукерок за допомогою кредиту сім'ї Арнольд, теж казала, що не помітила в поведінці молодої жінки нічого незвичайного.
Останнім місцем, де Арнольд потрапила в поле зору людей в той день, став книжковий магазин «Брентано» на 26-ій вулиці. Тут вона купила гумористичну книгу епіграм Емілі Кельвін Блейк «Нотатки зайнятої дівчини», яку також сплатила за допомогою сімейного кредиту, і зустрілася зі своєю подругою, Гледіс Кінг. Днем раніше Гледіс також отримала запрошення на вечірку Марджорі. Побалакавши з Кінг протягом кількох хвилин, Дороті вибачилася і, пославшись на обіцянку матері повернутися додому до вечері, віддалилася. На прощання вона помахала Гледіс рукою. Це сталося о другій години дня, і відтоді її ніхто не бачив. Пізніше Кінг згадала: перед розставанням Дороті повідомила їй про те, що збиралася йти додому через Центральний парк. Втім, існує подальша версія подій, згідно з якою Арнольд, покинувши книжковий магазин, попрямувала до розташованої неподалік туристичної фірми, де поцікавилася графіками відбуття пароплавів із Нью-Йорка до Європи. Вона також запитувала співробітників фірми про розцінки і графіки продажів, але в результаті пішла, не придбавши квитка.

## Початок пошуків
Того дня Дороті мала зустрітися з матір'ю на вечері у ресторані «Уолдорф-Асторія». Пізно ввечері, коли вона так і не прийшла на вечерю, а згодом і не повернулася додому до ранку, її батьки вирішили, що дівчина провела ніч із чоловіком. Але коли Арнольд не з'явилася і до наступної ночі, вони всерйоз занепокоїлися. Насамперед члени сім'ї зв'язалися з друзями дочки, але ніхто з них не знав, де вона знаходиться. Попри це, Френсіс Арнольд не став звертатися в поліцію, побоюючись, що це завдасть шкоди його престижу і приверне увагу громадськості та преси до ситуації. З цієї ж причини, коли в будинок Арнольдів зателефонувала одна з подруг Дороті, щоб поговорити з нею, пані Арнольд збрехала, що лежить в ліжку з головним болем.
Вирішивши залишити факт зникнення дочки в секреті, сім'я вдалася до допомоги С. Кіта — адвоката і товариша старшого брата Дороті, Джона. Першим ділом Кіт оглянув кімнату дівчини, у якої не помітив нічого незвичайного: всі речі в кімнаті, у тому числі предмети одягу, залишалися на своїх місцях. Адвоката зацікавили деякі деталі: виявлені в каміні згорілі аркуші паперу, на яких, однак, текст не можна було прочитати, а також рекламні проспекти транспортних суден, які займалися перевезенням пасажирів із США в Європу. Протягом трьох наступних тижнів Кіт подав запити в усі лікарні, в'язниці та морги Нью-Йорк]
а, а також Бостона і Філадельфії. Добре знаючи, як виглядала зникла дівчина, він особисто оглядав хворих, ув'язнених та трупи, але жінок, схожих на Дороті, серед них так і не виявив.
Ще менший успіх мало розслідування, проведене співробітниками детективного Агентства Пінкертона: вони відвідали кілька нью-йоркських лікарень і притулків, спробували зв'язатися з друзями та однокашницями дівчини, але також безрезультатно. Європейські детективи з Пінкертонівського агентства, у свою чергу, не упускали жодного судна, що прибувало в європейські порти з Нью-Йорка. Одного разу група жінок, які вчинили трансатлантичну переправу, повідомила про те, що бачила на борту свого лайнера дівчину, схожу на Арнольд, але після перевірки з боку детективів їх підозри виявилися помилковими. Загалом послуги Агентства Пінкертона обійшлися сім'ї Арнольд у кілька тисяч доларів.

## Залучення поліції
Лише через шість тижнів після зникнення Дороті Арнольд сім'я повідомила в поліцію про подію. Френсіс Арнольд запросив у свій кабінет журналістів та провів прес-конференцію, в ході якої припустив, що дочка, ймовірно, піддалася нападу в Центральному парку, де і була вбита. Тіло дівчини, на думку батька, було кинуто в одному з водойм парку (ймовірно, у резервуар із водою). Розглядаючи інші версії зникнення Дороті, Френсіс Арнольд згадав, що за місяць до події його дочка втекла з дому і протягом тижня жила з чоловіком, ім'я якого він не назвав і відмовився надавати будь-яку інформацію про нього. Попри це, журналістам все ж вдалося розшукати цього чоловіка. Ним виявився 40-річний інженер Джордж Гріском-молодший.
Джордж Гріском жив на Головній вулиці у Філадельфії. Він був неодружений, огрядним, проживав разом із батьками. Знайомство між Гріскомом та зниклою дівчиною було встановлено за чотири роки до зникнення. Незабаром після оприлюднення інформації про зникнення Дороті Арнольд він дізнався з газет, що про його зв'язки з Арнольд стало відомо громадськості й поліції. Справді, за місяць до того, як дівчина зникла, вона збрехала батькам, що їде в Бостон, щоб відвідати однокурсницю з Брін Мар, а насправді вирушила туди для зустрічі з Гріскомом. Протягом тижня, проведеного в Бостоні, коханці жили в двох готелях, проте до кінця тижня їх гроші скінчилися, і Дороті довелося закласти в ломбард деякі коштовності, при цьому повідомивши своє ім'я. Саме завдяки відомостям, отриманим від працівників ломбарду, пресі вдалося вийти на слід Гріскома.
На момент зникнення, так і в розпал пошуків дівчини, Гріском із батьками перебував у Флоренції (в деяких джерелах помилково вказується Неаполь). 16 грудня 1910 року, ще до встановлення контакту з поліцією, Арнольди відправили йому телеграму, з допомогою якої намагалися дізнатися, що могло бути відомо Гріскому про те, що трапилося. Через деякий час той прислав відповідь, повідомивши про те, що не знає нічого про місцезнаходження Дороті. Однак, мати дівчини і її брат Джон, підозрюючи, що він міг бути причетний до зникнення Арнольд, незабаром зв'язалися з Ллойдом К. Гріскомом, колишнім американським послом в Італії і родичем Джорджа. Прибувши у Флоренцію, 16 січня мати і брат Дороті прийшли в готель, де жив Гріском, і зустрілися з чоловіком лицем до лиця. При зустрічі Джон Арнольд накинувся на нього і погрожував вбити, якщо той не розкаже, де знаходиться його сестра, але Гріском знову повторив, що не знає, де дівчина, і передав її братові лист від Арнольд, написаний незадовго до трагедії. У ньому Дороті повідомляла коханцю про свою депресію на ґрунті відмов літературного журналу МакКлюра та інших аналогічних видань від друку її оповідання «Листя лотоса». Наприкінці листа були такі слова: «Все, що я можу бачити попереду — це довгий шлях у нікуди». За словами Гріскома, він побоювався, що Дороті покінчить життя самогубством.
Джон Арнольд не надав особливого значення змісту листів між Гріскомом та його сестрою і вирішив, що вони повинні бути знищені. Після повернення до США він і його мати оголосили про те, що відносини Дороті та її коханця носили несерйозний характер. Гріском, у свою чергу, після прибуття в США пообіцяв, що одружиться на дівчині, якщо вона виявиться, і якщо на то дадуть згоду її батьки. Крім того, сім'я Гріском надала значну допомогу в пошуках Дороті Арнольд, сплативши розміщення оголошень в європейських газетах.

## Продовження пошуків. Версії подій
Тим часом як у США, так і в інших державах, куди просочилася інформація про таємничу пропажу світської левиці, стали з'являтися найрізноманітніші версії події. Найбільш переконливим здавалося припущення про те, що Дороті посковзнулася на обледенілому тротуарі, ударилася головою і отримала амнезію, однак ретельна перевірка всіх мангеттенських лікарень не виявила жодних слідів Арнольд. Прихильники причетності Гріскома вважали, що вона, ймовірно, померла після невдалого аборту або ж покінчила життя самогубством через відмову Гріскома одружитися з нею, як припускали багато друзів Дороті. Інші говорили, що через позашлюбну вагітність Арнольд батьки відправили її у Швейцарію, а пошуки, проведені ними, стали лише ретельно спланованим інсценуванням.
На фоні відвертих чуток виділялися три основні й найправдоподібніші версії подій. Друзі та знайомі дівчини схилялися до того, що її пропажа так чи інакше пов'язана з Гріскомом-молодшим, проте поліція не знайшла жодного доказу причетності цієї людини до зникнення молодої коханки і не змогла спростувати той факт, що 12 грудня Гріском перебував за межами США. Версія суїциду також не мала під собою ніяких вагомих доказів і аргументів, оскільки всі люди, що зустрічали Дороті в день зникнення, відзначали, що вона була у піднесеному настрої, а на території ретельно обстеженого Центрального парку не знайшлося ніяких ознак суїциду, рівно як і вбивства, що спростовувало припущення Френсіса Арнольда про вбивство Дороті у парку.

## Наслідки

### Припинення пошуків
До кінця 1910-х років пошуки Дороті Арнольд припинилися. Витративши на них загалом близько 100 000 доларів, до моменту своєї смерті Френсіс Арнольд остаточно втратив віру в те, що його дочка жива. У своєму заповіті він зазначив, що вважає Дороті мертвою і з цієї причини не залишає їй яку-небудь частку свого спадку. У 1922 році він пішов із життя. Через шість років — у 1928 році — померла пані Арнольд.

### Помилкові «спостереження»
З усіх куточків США неодноразово надходили повідомлення про «спостереження» Дороті Арнольд, проте всі вони виявлялися помилковими.
- У 1916 році один з ув'язнених Род-Айленда, дехто Едвард Гленн Орріс, заявив, що хтось, за описом дуже схожий на Гріскома, заплатив йому 150 доларів за те, щоб той викопав могилу для Арнольд у підвалі одного з будинків Вест-Пойнта. Смерть Арнольд, за словами ув'язненого, наступила в результаті невдалого аборту. Попри переконливість свідчень цієї людини, при перевірці всіх підвалів поліція не виявила ні в одному з них будь-яких ознак наявності трупа[5][13].
- У 1921 році капітан Джон Г. Айерс, очолювавший Нью-Йоркський міський департамент із пошуку зниклих людей, під час виступу перед абітурієнтами Вищої комерційної школи заявив, що «правда про зникнення Дороті Арнольд була протягом багатьох місяців відома і родині, і поліції». На наступний день, однак, він відмовився від своїх слів, сказавши, що його слова були неправильно витлумачені[14].
- 11 грудня 1935 року поліція Нью-Йорка повідомила пресі, що близько шести місяців тому в правоохоронні органи надійшло повідомлення про те, що Дороті Арнольд була помічена на П'ятій авеню і 53-й вулиці. Протягом декількох годин детективи стояли на цих вулицях, вдивляючись в обличчя перехожих, але ніяких результатів не досягли[2].

## У популярній культурі
- У 2009 році історія зникнення Дороті Арнольд лягла в основу теленовели Жаклін Девіс «Lost» (ISBN 978-0-7614-5535-6), де була переплетена з пожежею на фабриці «Траянгл»